# Complesso di Santa Maria della Libera
Il complesso di Santa Maria della Libera è una struttura di interesse storico-artistico di Napoli sita nel quartiere Vomero.

## Storia e descrizione

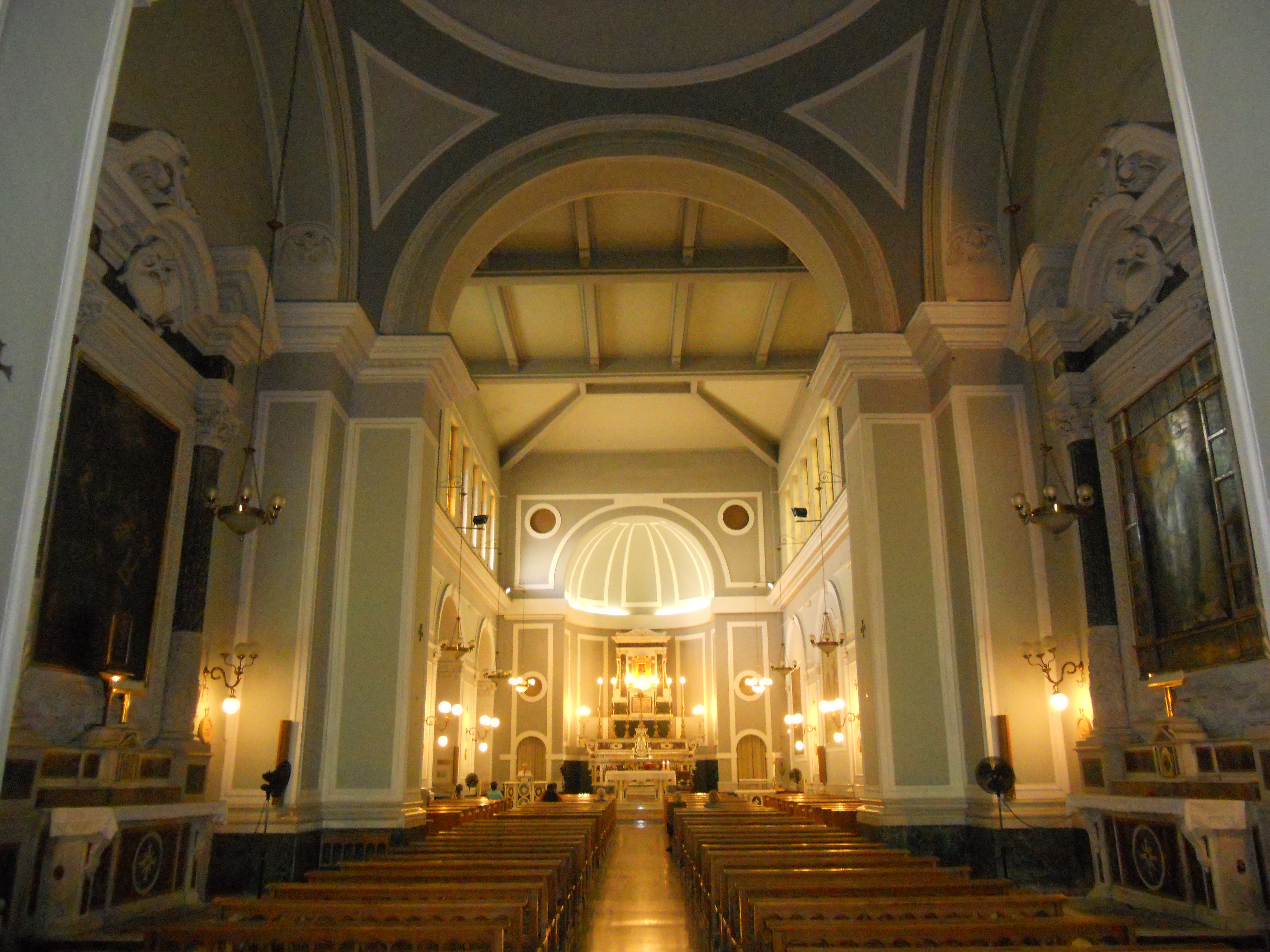
L'interno

La struttura risale al XVI secolo ed è un'opera di Annibale Cesareo. La storia di questo complesso è alquanto provata; esso, infatti, dovette spesso subire la perdita di possesso degli ambienti conventuali. Inoltre, i terremoti del 1930 e del 1980 lo danneggiarono molto seriamente. In particolare l'ultimo sisma, provocò il crollo della cupola e la ristrutturazione-ricostruzione, si concluse solo nel 1983-84.
I rimaneggiamenti e le ristrutturazioni che si sono susseguite nei secoli, hanno modificato notevolmente il complesso originario. Ad esempio, la navata della chiesa è lunga più del doppio rispetto alla primitiva planimetria cinquecentesca; inoltre, sono stati creati anche altri spazi interni (incremento di cappelle, la creazione di un'altra cupola, ecc..).
Anche gli elementi barocchi sono stati progressivamente modificati; tuttavia sono ancora visibili parti delle pregevoli decorazioni in marmo. L'altare maggiore settecentesco, invece, è stato creato con intarsi di marmi policromi.
La chiesa contiene varie opere d'arte del XVII e XVIII secolo; le più rilevanti sono: il polittico della Madonna del Rosario di Marco Mele e le due tele di Francesco Di Maria ritraenti episodi della vita di san Tommaso.
Il complesso custodisce anche un altro luogo di culto: l'Oratorio della Confraternita del Santissimo Rosario al Vomero.